# Алабуга (особлива економічна зона)
«Алабуга» — особлива економічна зона промислово-виробничого типу в Єлабузькому районі Республіки Татарстан. Розташована в 10 км від Єлабуга, 25 км від Набережних Челнів, 40 км від Нижньокамська і 210 км від Казані. Займає площу 3903,5 га.
Стовідсотковим акціонером управляючої компанії АТ ОЕЗ ПВТ «Алабуга» є Міністерство земельних і майнових відносин Республіки Татарстан.
Станом на 2019 рік «Алабуга» є найбільшою особливою економічною зоною промислово-виробничого типу в Росії, що приносить 59 % сукупної виручки і 34 % податкових зборів від усіх ОЕЗ країни, що забезпечує 39 % приватних інвестицій в російські ОЕЗ.

## Історія

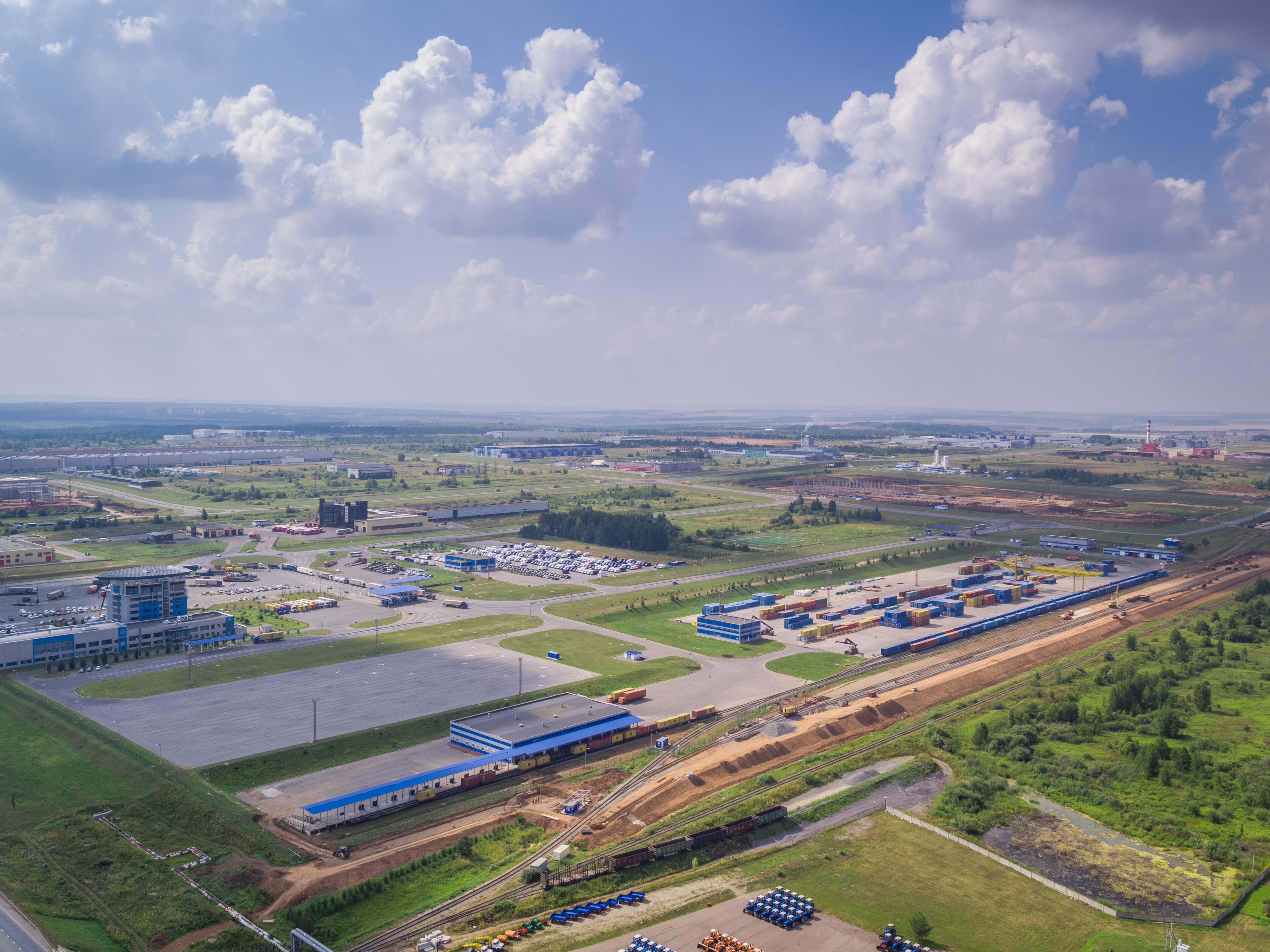
Загальний вигляд на ОЕЗ «Алабуга» (2017)

### Єлабужський автомобільний завод
У 1980-х роках правобережжя Ками розглядалося як перспективний промисловий центр. В районі Набережних Челнів було налагоджено сполучення по автомобільній дорозі і залізниці, розгорнуті нові промислові потужності «КамАЗа», відкритий Завод транспортного електроустаткування і Картонно-паперовий комбінат, введена в дію Нижнекамську ГЕС. У 1984 році Рада міністрів СРСР ухвалила рішення про будівництво в районі Єлабуга Камського тракторного заводу (КамТЗ), що включав завод з виробництва універсальних тракторів, завод двигунів, завод паливної арматури, завод турбокомпресорів, верстатобудівний завод та ливарно-ковальський завод. Дирекцію майбутнього заводу очолив директор ливарного заводу виробничого об'єднання «КамАЗ» Микола Бех. Під його керівництвом був підготовлений генеральний план КамТЗ. Генеральним підрядником виступило виробниче об'єднання «КамГесенергострой». Головним проектувальником бувХарківський «Гіпротракторсільгоспмаш», замовником будівництва виступило Міністерство тракторного і сільськогосподарського машинобудування СРСР. 12 жовтня 1984 року в фундамент майбутнього заводу був покладений перший кубічний метр бетону. В 1985 році розгорнулися роботи з будівництва заводських корпусів, житлових будинків, котельні, очисних споруд, дороги від автомагістралі Казань — Набережні Челни до майданчика заводу. До 1988 року були змонтовані 6 корпусів заводу, побудована теплоелектроцентраль, прокладено 90 км газопроводу високого тиску з Удмуртії і зібрано 4 зразки дослідного трактора. Проте Михайло Горбачов засумнівався в доцільності експлуатації величезного тракторного виробництва. У липні 1988 року Рада міністрів ухвалила рішення про реорганізацію КамТЗ в Єлабужський автомобілебудівний завод (ЄлАЗ), який перейшов у відання Міністерства автомобільної промисловості наказом від 9 серпня 1988 року.
На майданчику ЄлАЗ у 1989—1995 роках планувалося розгорнути масовий випуск малолітражних легкових автомобілів, зокрема «Оки». Також завод вів переговори про створення спільного з Fiat підприємства з випуску Fiat Panda і спільно розробленої моделі «А93». Однак італійська компанія затягувала підписання договору, чекаючи розв'язання політичної кризи, від якої залежало фінансування проєкту. На тлі нестачі коштів запуск ЄлАЗа був перенесений з 1991 на 1992 рік. У листопаді 1991 року рішенням Горбачова завод перейшов в юрисдикцію Республіки Татарстан і завдяки підтримці президента Татарстану Мінтімера Шаймієва підприємству вдалося уникнути закриття після розпаду Радянського Союзу. Основним підрозділом ЄлАЗ в 1990-х служив станково-інструментальний завод (СІЗ), запущений в 1992 році і який постачав свою продукцію великим автовиробникам і нафтопереробним заводам. Коли в 1997 році він вийшов на беззбитковість, на 100 тис. м² працювало близько 1000 осіб. Також республіканська влада реанімувала ідею виробництва автомобілів і наприкінці 1995 року досягла принципових домовленостей з концерном General Motors. На початку 1996 року було засновано спільне підприємство «ЄлАЗ — General Motors» зі статутним капіталом 250 млн доларів, 25 % якого належало американським інвесторам, решта — в рівних частках Татарстану і Росії. На виділених підприємству площах була налагоджена дозбірка вироблених в Бразилії позашляховиків Chevrolet Blazer. Безпосередньо ЄлАЗ займався сторонніми замовленнями на інструменти, станкові пристосування і запчастини, і спільно з французькою компанією виробляв бурякозбиральні комбайнии.
Перші 120 автомобілів Chevrolet вийшли з конвеєра в березні 1997 року. До кінця 1998 року планувалося відкрити виробничий комплекс спільного підприємства в 601-му корпусі промислового майданчика та наростити випуск автомобілів до 50 тис. на рік. Почалося створення дилерської мережі Єлабуга — Казань — Москва — Санкт-Петербург, а для зниження відпускної вартості машин уряд Республіки Татарстан знизив для «ЄлАЗ — General Motors» ставку податку на майно. Однак фінансування тристороннього проекту буксувало: наприклад, в середині 1997 року журналісти вказували на надання тільки 20 млн рублів із запланованих по лінії республіканського бюджету 120 млн, а Російська Федерація надала тільки 1,7 млн, після чого діючий механізм фінансування проекту був фактично скасований наказом президента Росії від 8 липня 1997 року.

### Вільна економічна зона

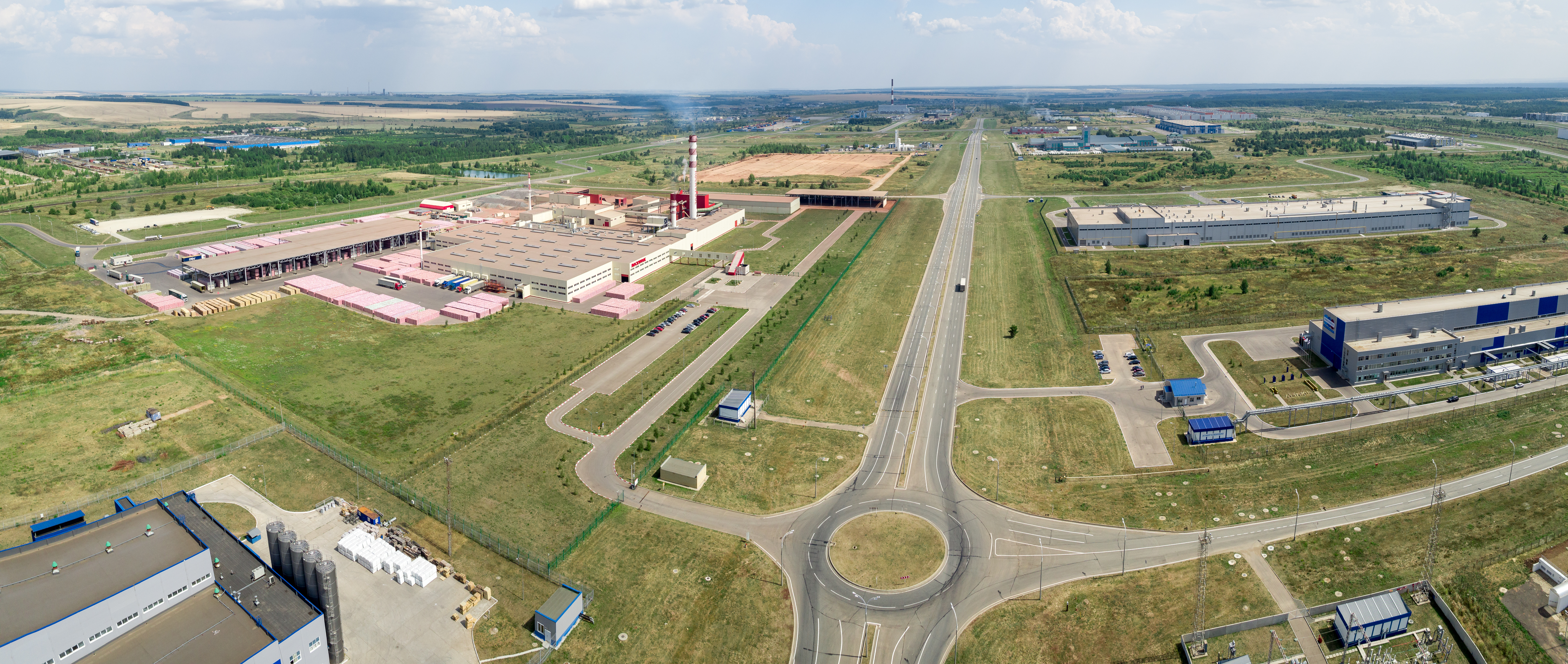
Загальний вигляд вулиці Ш-2 з західної сторони

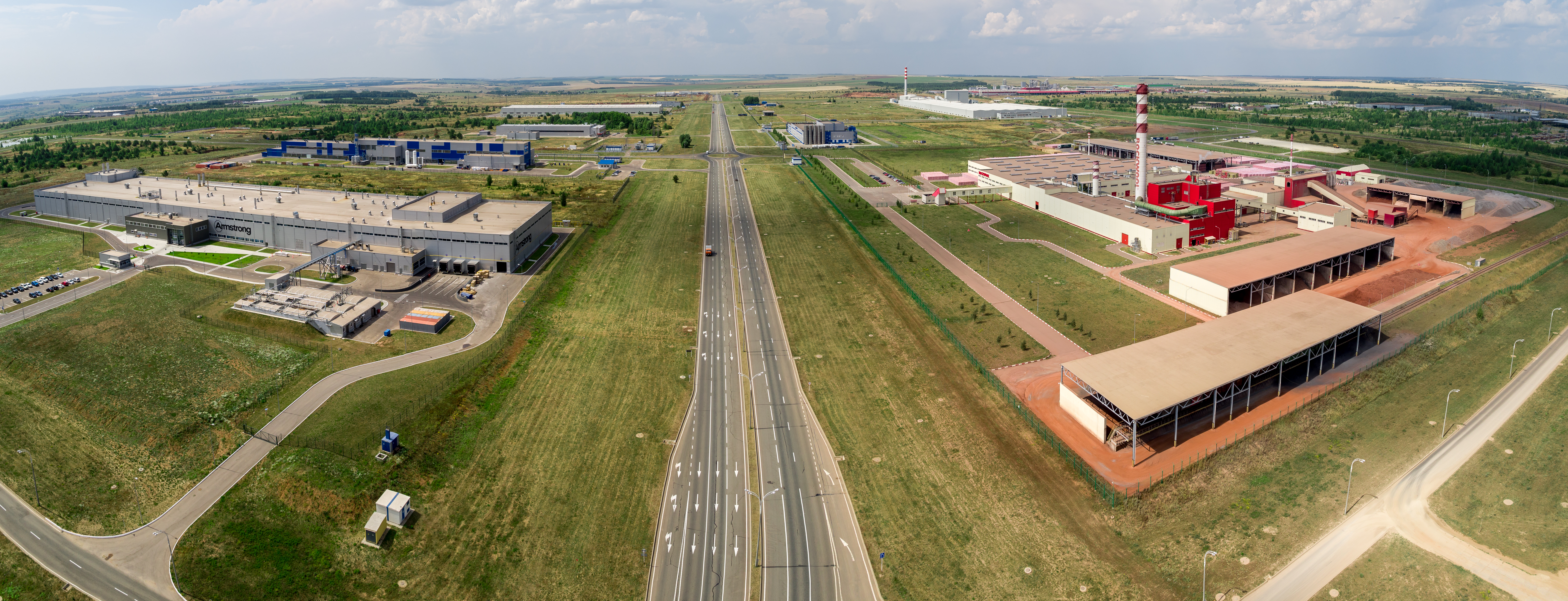
Загальний вигляд вулиці Ш-2 зі східної сторони

Для залучення фінансування та подолання безробіття в Єлабузі республіканський уряд звернувся до отримання широко поширеної в Росії у 1990-х роках практики створення вільних економічних зон, призначених для стимулювання регіональної економіки через податкові послаблення і залучення іноземного капіталу. Закон Республіки Татарстан «Про вільну економічну зону» Алабуга"" було ухвалено 22 квітня 1998 року 33 голосами депутатів Державної Ради Татарстану «за» і 1 «проти». Регламент ВЕЗ розроблявся спільно з представниками Митного комітету РФ, Міністерства фінансів РФ, Державного комітету Республіки Татарстан по управлінню майном. Резиденти ВЕЗ були звільнені від усіх податкових платежів, крім єдиного соціального податку і податку на прибуток фізичних осіб. Незважаючи на те що в 2001 році американський концерн вийшов зі спільного підприємства «ЄлАЗ — General Motors», ВЕЗ продовжила роботу. До 2003 року в ВЕЗ розмістилися 13 компаній, в тому числі спільне з Volvo підприємство «Скантат», що випускає автобуси на шасі «КамАЗа», виробництво тракторів Мінського тракторного заводу, м'ясокомбінат «Модуль», виробник спецтехніки на вантажному шасі «Автомайстер», виробник автомобільної хімії «Д Пласт-Ефтек», завод офісних меблів і торгового устаткування «ЄлТонс», виробник будівельних компонентів «ДСК КМК» і спільне підприємство з випуску обігрівачів «Делонги — ЗАССЕ „Алабуга“».
Закон «Про вільну економічну зону „Алабуга“» містив ряд принципових відмінностей від федерального законодавства, пов'язаних з промислово-виробничим характером майданчика і прагненням влади Татарстану уникнути використання ВЕЗ для ухилення від сплати податків. Республіканська прокуратура угледіла в цих відмінностях порушення Цивільного кодексу, що обмежує права громадян на заняття підприємницькою діяльністю, і опротестувала закон під час обговорення поправок у вересні 2001 року. Депутати Держради Татарстану апелювали до економічної доцільності «Алабуга», але прокуратура не була задоволена цими доводами і направила до Верховного суду Татарстану вимогу визнати закон таким, що не відповідає федеральному законодавству. Верховний суд Татарстану відмовив у задоволенні вимоги, і прокуратура Татарстану оскаржила рішення в Верховному суді Російської Федерації. Незважаючи на відсутність у федеральному законодавстві прямої заборони на створення вільних економічних зон з особливими режимами господарювання, Верховний суд Росії зайняв сторону прокуратури, визнав створення ВЕЗ на території суб'єкта таким, що виходить за рамки повноважень Держради Татарстану і 21 березня 2003 року скасував дію закону Республіки Татарстан «Про вільну економічну зону „Алабуга“». 23 квітня 2003 року Державна рада офіційно припинила дію закону на території республікии.

### Дирекція інвестиційних програм
Для виконання зобов'язань щодо забезпечення податкових пільг і реалізації інвестиційних проектів перед резидентами вільної економічної зони уряд Татарстану заснував «Дирекцію інвестиційних програм на території промислового майданчика „Алабуга“», порядок роботи якої повністю відповідав федеральному законодавству. Дирекція інвестиційних програм стала правонаступником вільної економічної зони, і колишня територія ВЕЗ перейшла під її управління. Уже в 2004 році на ввіреній дирекції інвестиційній програмі майданчика були запущені 4 виробничих проекти з 3 млн доларів інвестицій.

### Особлива економічна зона
Татарстанський досвід привернув увагу Міністерства економічного розвитку РФ в період роботи над новим законом, що регулює вільні економічні зони. Представники дирекції інвестиційних програм були запрошені в робочу групу з підготовки законопроекту, а після прийняття закону «Про особливі економічні зони» в липні-серпні 2005 року Єлабугу відвідав Герман Греф. Проект особливої економічної зони в Єлабузі став одним з переможців конкурсу на створення перших двох ОЕЗ. 21 грудня 2005 року уряд Російської Федерації прийняв постанову № 784 «Про створення на території Єлабужського району Республіки Татарстан особливої економічної зони промислово-виробничого типу». Підписаною 18 січня 2006 року тристоронньою угодою між Міністерством економічного розвитку і торгівлі РФ, Урядом Республіки Татарстан і адміністрацією Єлабужского муніципального району покладено на Російську Федерацію і Республіку Татарстан зобов'язання по спільному фінансуванню транспортної, інженерної, та соціальної інфраструктури ОЕЗ. 24 липня 2006 було засновано відкрите акціонерне товариство "Особлива економічна зона промислово-виробничого типу "Алабуга "" (ВАТ «ОЕЗ ПВТ „Алабуга“»), акціонерами якої стали ВАТ «Особливі економічні зони», на 100 % належать Російській Федерації і Міністерству земельних і майнових відносин Республіки Татарстан. Офіційна церемонія відкриття «Алабуга» відбулася 20 листопада 2007 року в присутності президента Татарстану Мінтімера Шаймієва, керівника Федерального агентства з управління особливими економічними зонами Михайла Мішустіна, міністра економічного розвитку і торгівлі Ельвіри Набіулліної, заступника голови уряду Сергія Іванова та заступника міністра промисловості і енергетики Дениса Мантурова і замісника голови уряду Сергія Іванова.

## Російсько-українська війна
9 серпня 2025 року, вранці, далекобійні БпЛА Центру спецоперацій «А» СБУ вразили в будівлю логістичного хабу, де зберігаються готові до використання «Шахеди», а також іноземні комплектуючі до них у населеному пункті Кзил-Юл, Республіка Татарстан. Після вибуху розпочалася потужна пожежа. Відстань від України до точки ураження складала близько 1300 км. Раніше вранці в Татарстані було введено план «Килим»: були закриті аеропорти, у трьох містах оголосили загрозу атаки БпЛА в Альметьєвську, Нижньокамську та Єлабузі.

## Інфраструктура

### Логістика
Транспортну доступність «Алабуги» забезпечують двокілометрова під'їзна дорога від автодороги федерального значення М7, річкове сполучення з виходом до єдиної глибоководної системі Росії через порти в Нижньокамськуі Набережних Челнах, міжнародний аеропорт «Бегішево» і залізничні колії не загального користування від станції Тихонова Куйбишевської залізниці. У 2016 році керуюча компанія запланувала будівництво додаткового ходу залізниці для забезпечення зростаючих потреб резидентів. На 2017 рік заплановано запуск вантажного експреса, який з'єднає Горьківську і Куйбишевську залізниці, і курсуватиме за маршрутом Сухобезводне — Тихонова та поставлятиме в «Алабугу» кварцовий пісок для виробництва скла.

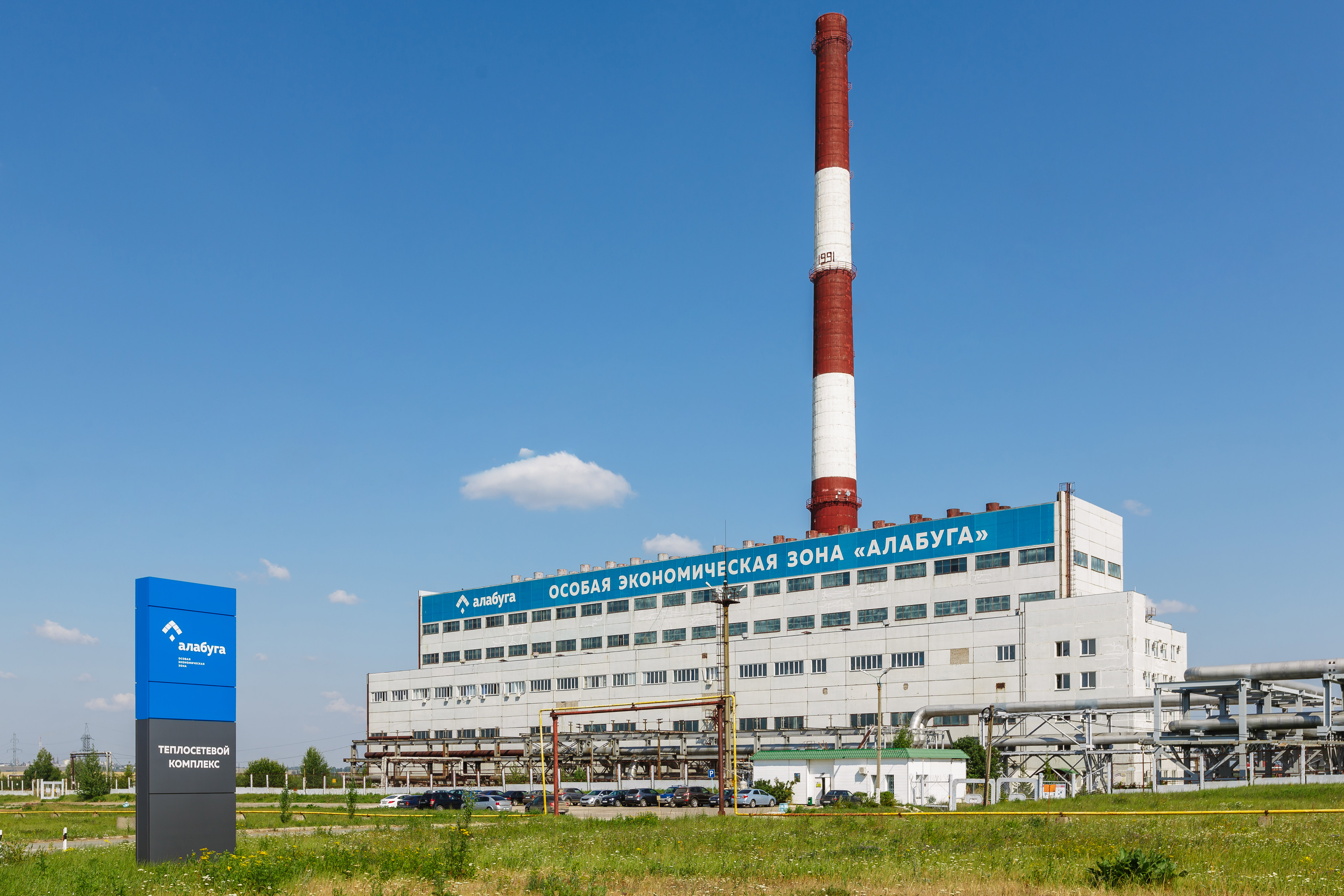
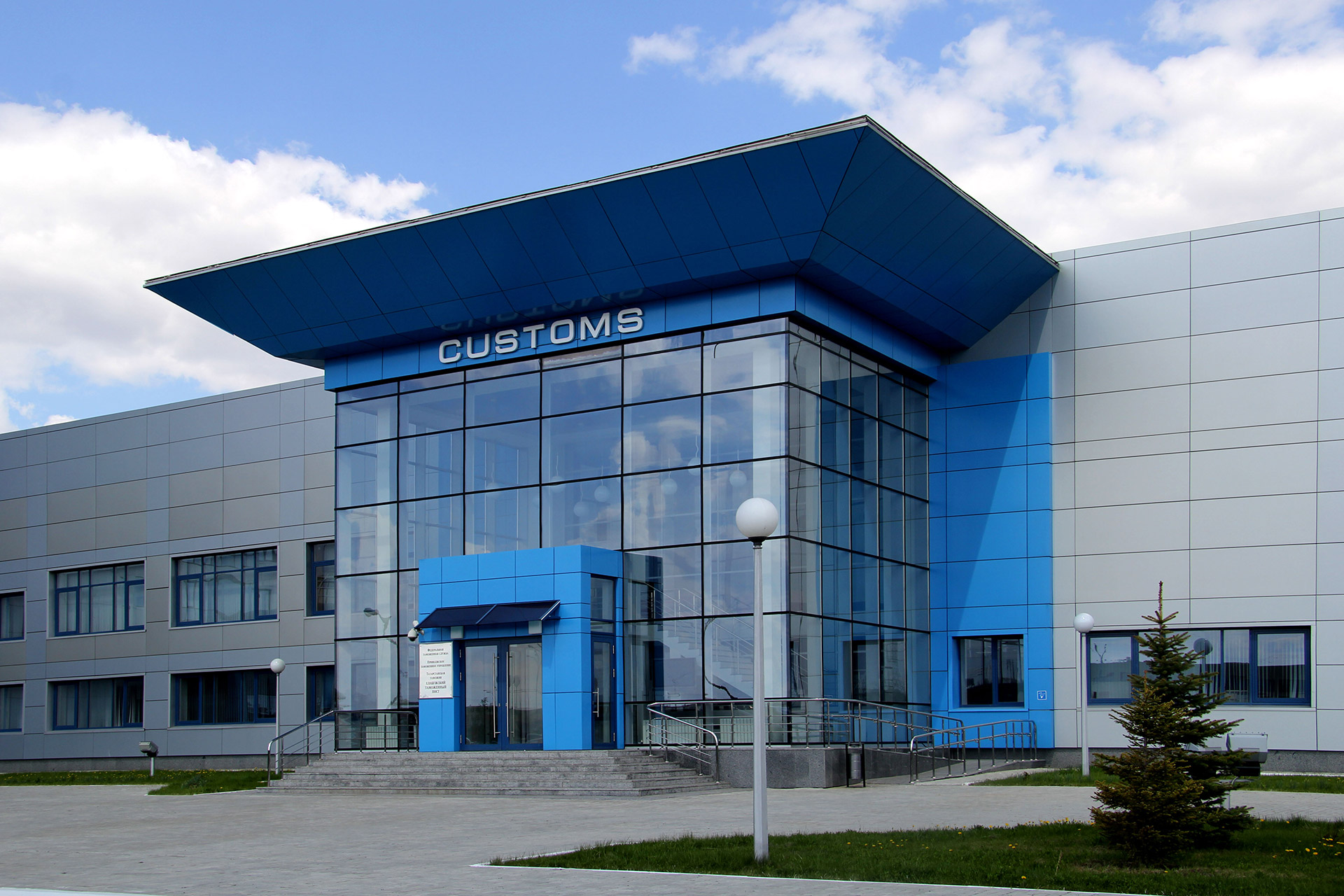
Митниця
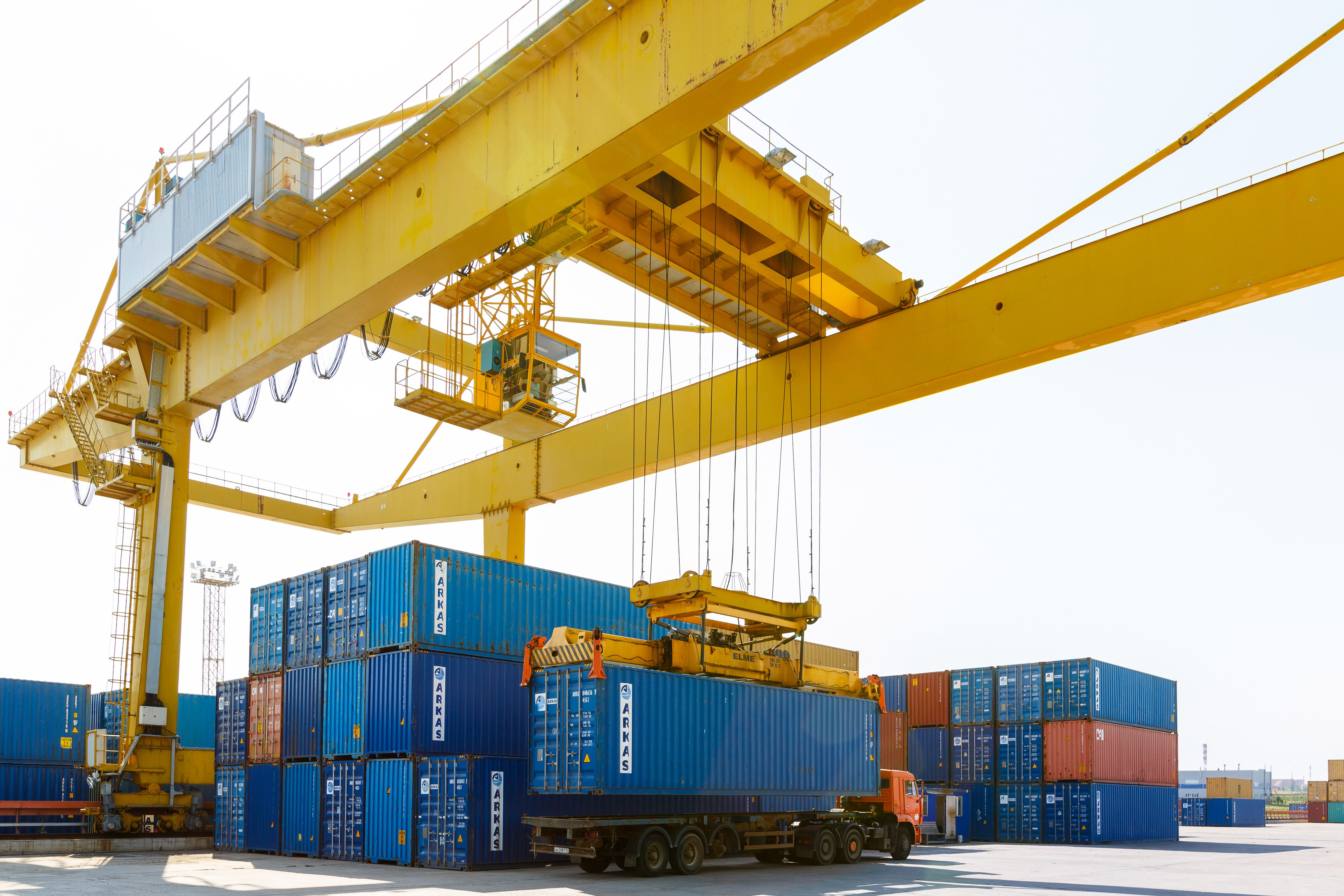
Контейнерний майданчик

З січня 2008 року на території «Алабуги» функціонує обладнаний контейнерний майданчик для відправки вантажів. У квітні 2008 року почав роботу заснований роком раніше Єлабужський митний пост татарстанської митниці, регіон діяльності якого обмежений територією особливої економічної зони «Алабуга». Власний пост з 46 співробітниками розмістився в адміністративно-діловому центрі і став частиною «системи одного вікна» для компаній-резидентів. Разом з появою митного поста в ОЕЗ була відкрита вільна митна зона. За підсумками 2014 року колектив Єлабужського поста був визнаний кращим митним постом в Росії.

### Індустріальні парки

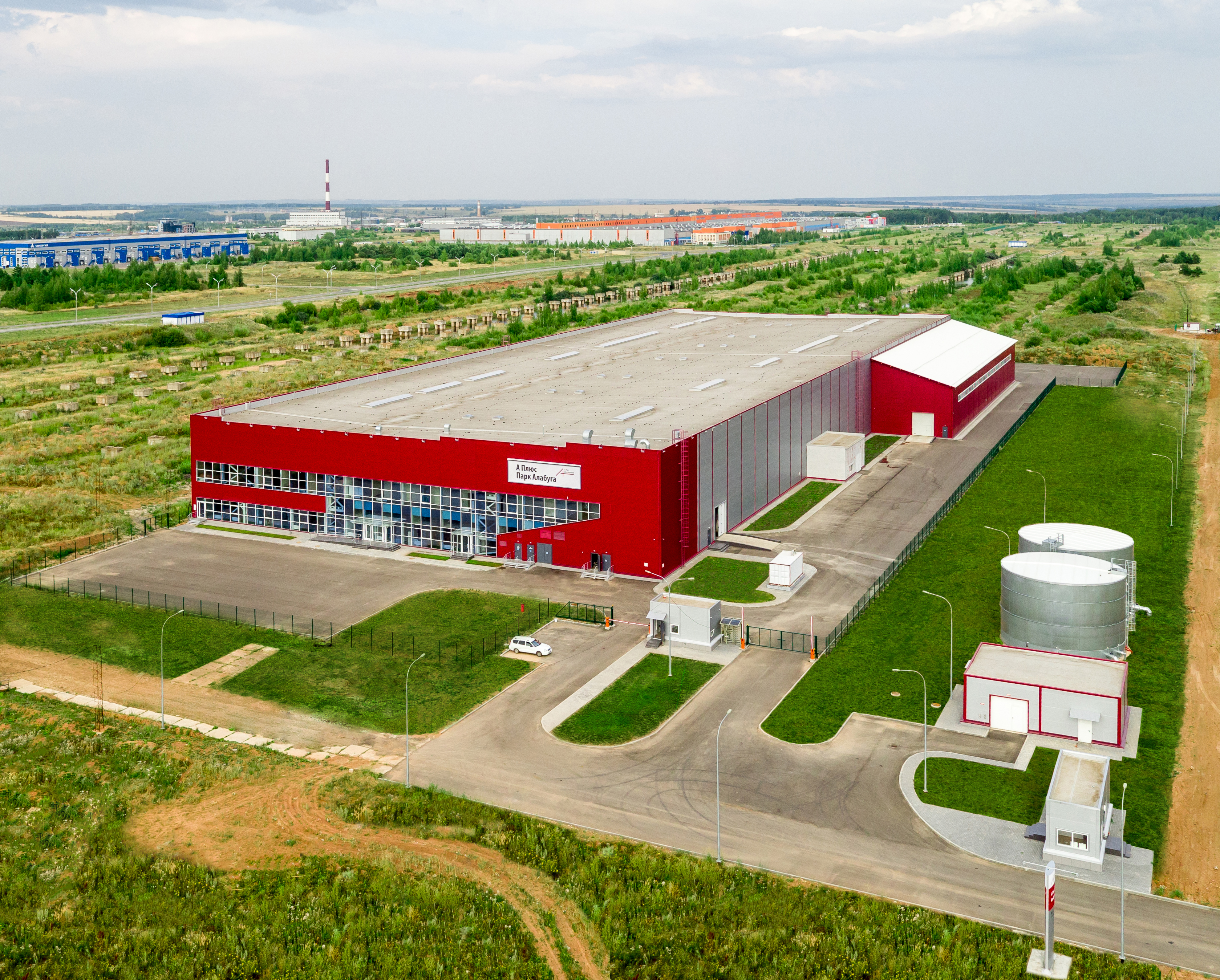
Індустріальний парк «А Плюс Парк Алабуга»

У 2015 році на території «Алабуга» були відкриті 2 індустріальних парки: «Синергія» і «А Плюс Парк Алабуга», майданчики яких надаються компаніям-резидентам в оренду для розгортання виробництва. В «Синергія» загальною площею 24 500 м² пропонуються стандартні модулі двох типів, що включають одночасно виробничі площі та адміністративно-побутові. В «А Плюс Парк Алабуга» доступні 200 тис. м² виробничо-складських та офісних площ класу А.

### Соціальна інфраструктура
Плани розвитку особливої економічної зони «Алабуга» включають будівництво житла для співробітників компаній-резидентів. У 2014 році завершилося будівництво котеджного селища «Три ведмеді» загальною площею 40,47 га, розташованого в 7 км від ОЕЗ. Селище включає 40 двоповерхових котеджів, міжнародну школу Alabuga International School з поглибленим вивченням англійської мови, дитячий сад при школі, житловий будинок для викладачів, житловий будинок для фахівців, 2 котельні, водозабірні і водоочисні споруди. У селищі передбачені громадський центрр, ркреаційні зони, спортивний комплекс, магазин і ресторан. У жовтні 2016 року «Алабуга» придбала відкритий в 2009 році в історичній частині Єлабуги готельний комплекс Alabuga City Hotel. Керівництво особливої економічної зони запланувало переорієнтувати готель на співробітників компаній-резидентів, відряджених в «Алабугу», і в 2017 році вибрала в якості оператора міжнародну мережу «Рамада». Також плани розвитку особливої економічної зони припускають будівництво в «Алабузі» мікрорайону «Північний» площею 115,9 га, до складу якого увійдуть 209 індивідуальних житлових будинків загальною площею 33,4 тис. м² та зведення багатоквартирної забудови загальною площею 242 тис. м², що забезпечить планову чисельність населення в 9 453 людини. На території майбутнього мікрорайону передбачені дитячі садиз і агальноосвітні школи громадський центр та паркова зона площею 19,6 га.

### Корпоративний університет
У 2016 році в «Алабуга» почав роботу власний корпоративний університет — програма підготовки керівників вищої ланки для компаній-резидентів. Навчання будується за методом вивчення кейсів, включає майстер-класи з маркетингу, управління виробництвом та стратегічного управління, які проводять керівники особливої економічної зони і компаній-резидентів. В рамках навчання студенти проходять стажування в різних підрозділах дирекції «Алабуга» і розробляють проекти для вирішення реальних потреб адміністрації та резидентів ОЕЗЗ. У квітні 2017 року відбувся випуск другого набору студентів.

## Керуюча компанія і фінансові показники

### Керуюча компанія
Керуючою компанією особливої економічної зони є АТ «ОЕЗ ПВТ „Алабуга“», акціонером якої є Міністерство земельних і майнових відносин Республіки Татарстан. Керуюча компанія виконує роботу по взаємодії з органами державної влади та займається IR-супроводом роботи ОЕЗ. З 2009 року АТ ПВТ ОЕЗ «Алабуга» здійснює добровільну сертифікацію менеджменту якості. У 2013 році «Алабуга» отримала сертифікат відповідності вимогам ГОСТ 9001-2011 (ISO 9001: 2008). У 2014 році Федеральне агентство з технічного регулювання і метрології видало керуючій компанії ОЕЗ сертифікат відповідності системи екологічного менеджменту та сертифікат відповідності менеджменту безпеки праці і здоров'я. Діяльністю ВАТ «ОЕЗ ПВТ „Алабуга“» керує рада директорів, оперативне управління здійснює генеральний директор.

### Фінансові показники
«Алабуга» є найбільша та найбільш успішна особлива економічна зона промислово-виробничого типу в Росії. Вона приносить 59 % сукупної виручки всіх ОЕЗ країни (на 2019 рік), вкладення приватного капіталу в «Алабуга» складають 39 % від всіх коштів, вкладених в ОЕЗ в Росії (на 2019 рік). На 2019 рік «Алабуга» підписала контракти на інвестиції загальним обсягом 179,8 млрд рублів, з них були освоєні 121,6 млрд, найбільші закордонні інвестори — Нідерланди і Туреччина. У сукупності компанії-резиденти створили на території «Алабуги» понад 6,7 тис. робочих місць.
Станом на 2019 рік на «Алабугу» припадало 34 % податкових відрахувань (без урахування ПДВ) усіх спеціальних економічних зон Росії. З моменту створення по 2016 рік її резиденти виплатили 36,5 млрд рублів податків (в тому числі, 4,3 млрд в 2018 році). Свідченням ефективності «Алабуги» є те, що зростання податкових надходжень резидентів перевершує податкові витрати — сукупність наданих їм податкових пільг. За планом до 2023 року число резидентів має досягти 120, обсяг річних податкових відрахувань — 32 млрд рублів на рік.

## Резиденти
Процедура отримання статусу резидента визначена законодавчо: компанія-претендент повинна зареєструвати юридичну особу в Єлабужському муніципальному районі та представити бізнес-план з інвестиціями не менше 120 млн рублів. Заявка розглядається наглядовою радою «Алабуга». Середній термін отримання статусу — 3 місяці. На жовтень 2017 року в «Алабузі» були зареєстровані 57 підприємств-резидентів, 23 заводи були введені в експлуатацію, інші перебували на стадії будівництва або проєкту.

### Податковий режим
Оподаткування резидентів «Алабуги» здійснюється відповідно до російського законодавства про особливі економічні зони. Компанії-резиденти мають ряд податкових преференцій і пільг, визначених федеральними правовими актами та правовими актами Республіки Татарстан:
- податок на прибуток становить 2 % протягом перших 5 років, 7 % з 6 по 10 рік і 15,5 % до 2055 року. Термін відраховується з моменту отримання підприємством першого прибутку (відповідно до закону Республіки Татарстан від 10 лютого 2006 року № 5-ЗРМ);
- податок на майно — 0 % протягом 10 років з моменту формування оподатковуваної бази, причому термін дії може бути продовжений законом Республіки Татарстан (відповідно до пункту 17 статті № 381 Податкового кодексу Російської Федерації);
- резиденти «Алабуги» звільнені від сплати транспортного податку на 10 років з моменту постановки транспортного засобу на облік (відповідно до закону Республіки Татарстан від 29 листопада 2002 року № 24-ЗРМ) та сплати податку на землю на аналогічний термін з моменту виникнення прав власності на ділянку (за рішенням Ради Єлабужського муніципального району від 25 січня 2006 року № 38);
- відповідно до режиму вільної митної зони, імпортовані обладнання та продукція, що використовуються на території «Алабуги», звільнені від митних зборів (10 %) і податку на додану вартість (20 %).

### Діючі підприємства
1. Драйлок Текнолоджиз» — завод бельгійської компанії Drylock Technologies по виробництву санітарно-гігієнічних виробів. Відкриття підприємства відбулося 8 жовтня 2016 року[38].
2. «Трак Гласс Рус» — спільний проект турецького холдингу «Шишеджам» (70 %) і французької компанії Saint-Gobain з виробництва листового скла, скла з напиленням і дзеркал. Потужність заводу — 230 тис. тонн листового скла в рік. Відкриття підприємства відбулося 8 жовтня 2016 року[39].
3. «Аутоматів Гласс Альянс Рус» — підприємство з виробництва автомобільного скла проектною потужністю 800 тис. комплектів на рік. Відкриття підприємства відбулося 8 жовтня 2016 року[39].
4. «Дизайн-Рус Алабуга» — виробництво полімерних труб турецької компанії Dizayn Group. Потужність виробництва досягає 23,3 тис. тонн продукції на рік. Підприємство діє з 25 листопада 2015 року[40].
5. «3M Волга» — проект компанії 3M, виробництво промислових товарів, скляних мікросфер, антикорозійного покриття, абразивних матеріалів, промислових клейких матеріалів і клейких стрічок. Завод був введений в експлуатацію в жовтні 2015 року[41].
6. «Армстронг Білдінг Продактс» — завод з виробництва підвісних стельових систем компанії Armstrong World Industries. Заявлений обсяг виробництва — 22 млн м² продукції в рік. Підприємство відкрито 9 червня 2015 року[42].
7. «Хаві Логистикс Єлабуга» — виробничо-розподільний центр компанії Havi Logistics, що забезпечує поставки в мережу ресторанів швидкого харчування McDonald's. Комплекс, що включає 5 832 м² складських приміщень і 1080 м² адміністративних. Був введений в експлуатацію в червні 2015 року[29].
8. «Хухтамакі Фудсервіс Алабуга» — компанія-виробник одноразового посуду, що належить фінській Huhtamäki, що співпрацює з мережею ресторанів швидкого харчування McDonald's. Запуск виробничої лінії, розрахованої на випуск 641 млн виробів на рік, відбувся в червні 2015 року[29].
9. «Алабуга-Волокно» — підприємство держкорпорації «Росатом» з виробництва вуглецевого волокна. Підприємство відкрилося 15 травня 2015 року[43].
10. «Хаят Кім'я» — завод з випуску санітарно-гігієнічного паперу (рушники, туалетний папір, серветки, носові і косметичні хустки). Виробництво проектною потужністю 65 тис. тонн продукції на рік було запущено в березні 2015 року[29][44].
11. «Интерскол-Алабуга» — виробник електроінструментів і засобів малої механізації. Підприємство було запущено в жовтні 2014 року. Проектна потужність існуючої лінії становить 1,25 млн одиниць обладнання на ріку[29]. Компанія веде будівництво 2-ї і 3-ї черги підприємства, які дозволять наростити виробництво до 5 мільйонів одиниць обладнання в рік[45].
12. «Кастамону Інтегрейтед Вуд Індастрі» — дочірня компанія турецького виробника МДФ, яка виробляє покриті і непокриті меламіном МДФ-плити, покриття для підлоги, меблеві панелі. Підприємство проектною потужністю 457 тис. м³ на рік було офіційно відкрито у вересні 2014 року[29].
13. «Джошкуноз Алабуга» — завод турецької компанії Джошкуноз з виробництва металевих кузовних деталей автомобілів для ТОВ «Форд Соллерс Холдинг». Відкриття підприємства відбулося 29 серпня 2014 року[46].
14. «РМА-Рус» — виробництво сталевих кульових кранів. Підприємство запущено в травні 2014 року. Проектна потужність — 11 тис. одиниць продукції на рік[29].
15. «Сарія Біо-Індастріс Волга» — завод з виробництва технічного і кормового жиру і кісткового борошна з відходів тваринництва німецької компанії SARIA Bio-Industries. Підприємство діє з вересня 2013 року[47].
16. «Вертикаль-Алабуга» — підприємство по організації виробництва бетону та залізобетонних виробів в ОЕЗ «Алабуга», потужність — до 94 тис. м3 на рік. Підприємство діє з 2013 року[48].
17. «Біла Дача Алабуга» — завод по переробці салатної і овочевої продукції. Виробнича потужність підприємства — 12 тис. тонн продукції на рік. Запуск виробництва відбувся 29 серпня 2012 року[49].
18. «Роквул-Волга» — дочірнє підприємство датського виробника кам'яної вати Rockwool.[29][31].[31][31][9]. Завод був запущений у квітні 2012 року і став одним із найбільших у Європі підприємств по виробництву мінераловатної теплоізоляційної продукції[32].
19. «Форд Соллерс Єлабуга» — спільне підприємство з виробництва автомобілів і двигунів компаній Ford і Sollers [32]. Проектна потужність заводу — 85 тис. автомобілів і 185 тис. двигунів на рік[29]. Автомобільний завод почав роботу в січні 2012 року[50]. Завод з виробництва двигунів був введений в експлуатацію 3 вересня 2015 року[51].
20. «Ер Лікід Алабуга» — дочірнє підприємство Air Liquide з виробництва технічних газів. Перша черга підприємства (повітророзподільна установка для потреб «П-Д Татнефть-Алабуга Скловолокно») була введена в експлуатацію в липні 2010 року, друга — в травні 2012, в серпні 2014 року була запущена установка з виробництва воднево-азотної суміші для заводу «Трак'я Гласс Рус»[29].
21. «П-Д Татнефть-Алабуга Скловолокно» — підприємство з виробництва скловолокна та продукції на його основі. Перша черга виробництва заробила в листопаді 2009 року. Проектна потужність виробництва — 21 тис. тонн готової продукції на рік[52].
22. «Поліматіз» — підприємство з виробництва нетканого полотна на основі поліпропілену потужністю понад 17 тис. тонн готової продукції на рік. Виробництво було відкрито в липні 2009 року[29].

Підприємства
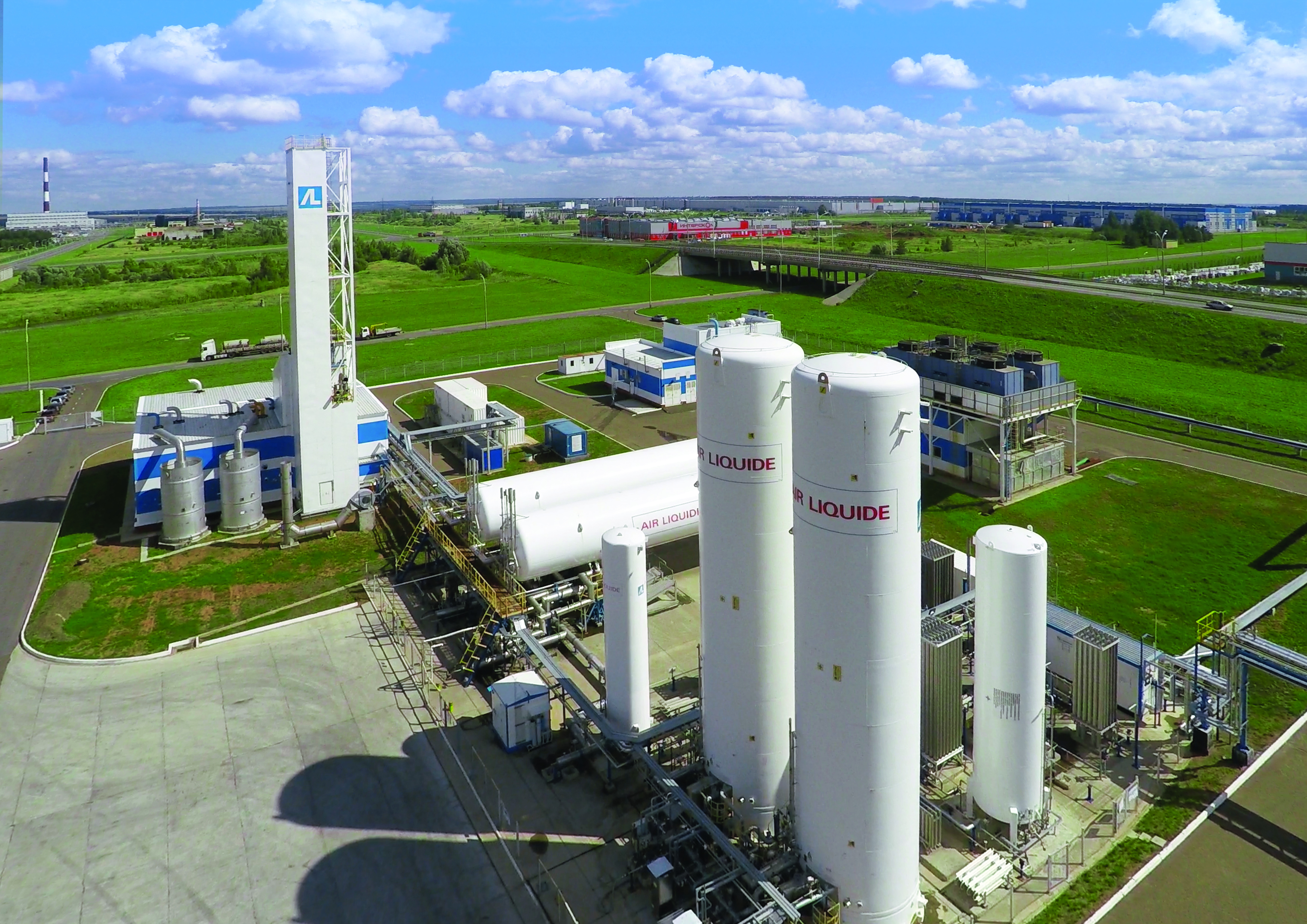
«Ер Лікід Алабуга»
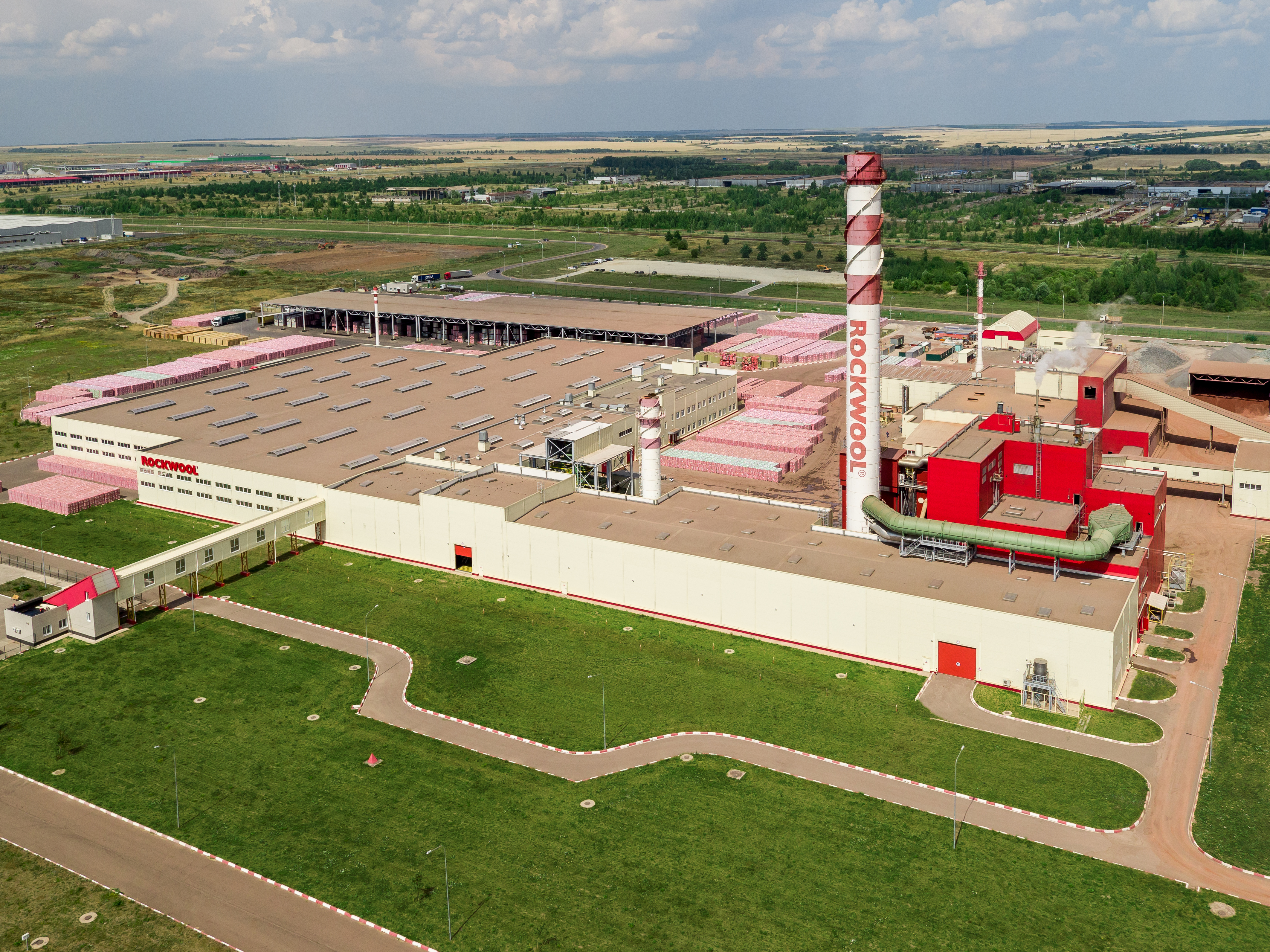
«Роквул-Волга»
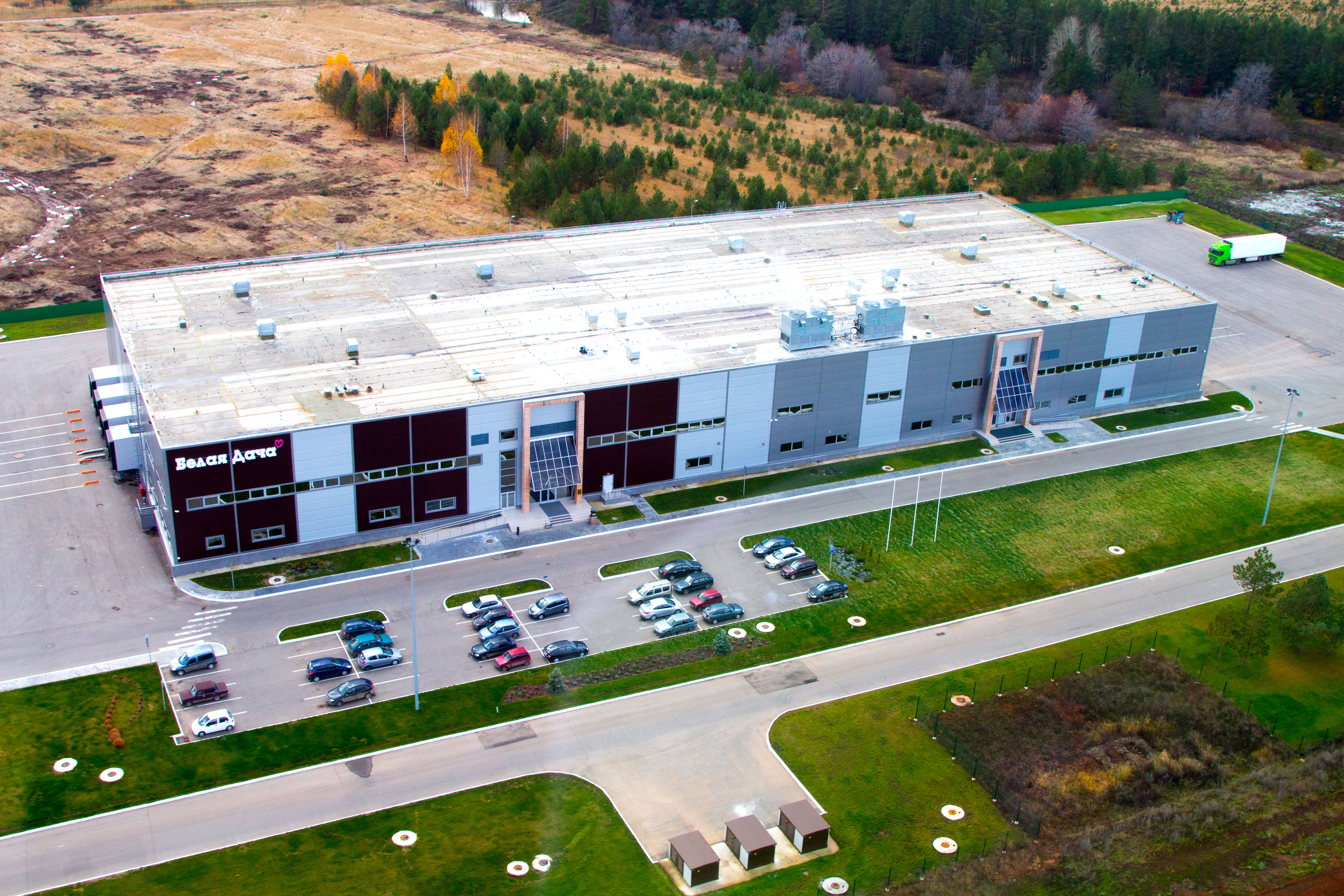
Завод «Біла Дача Алабуга»
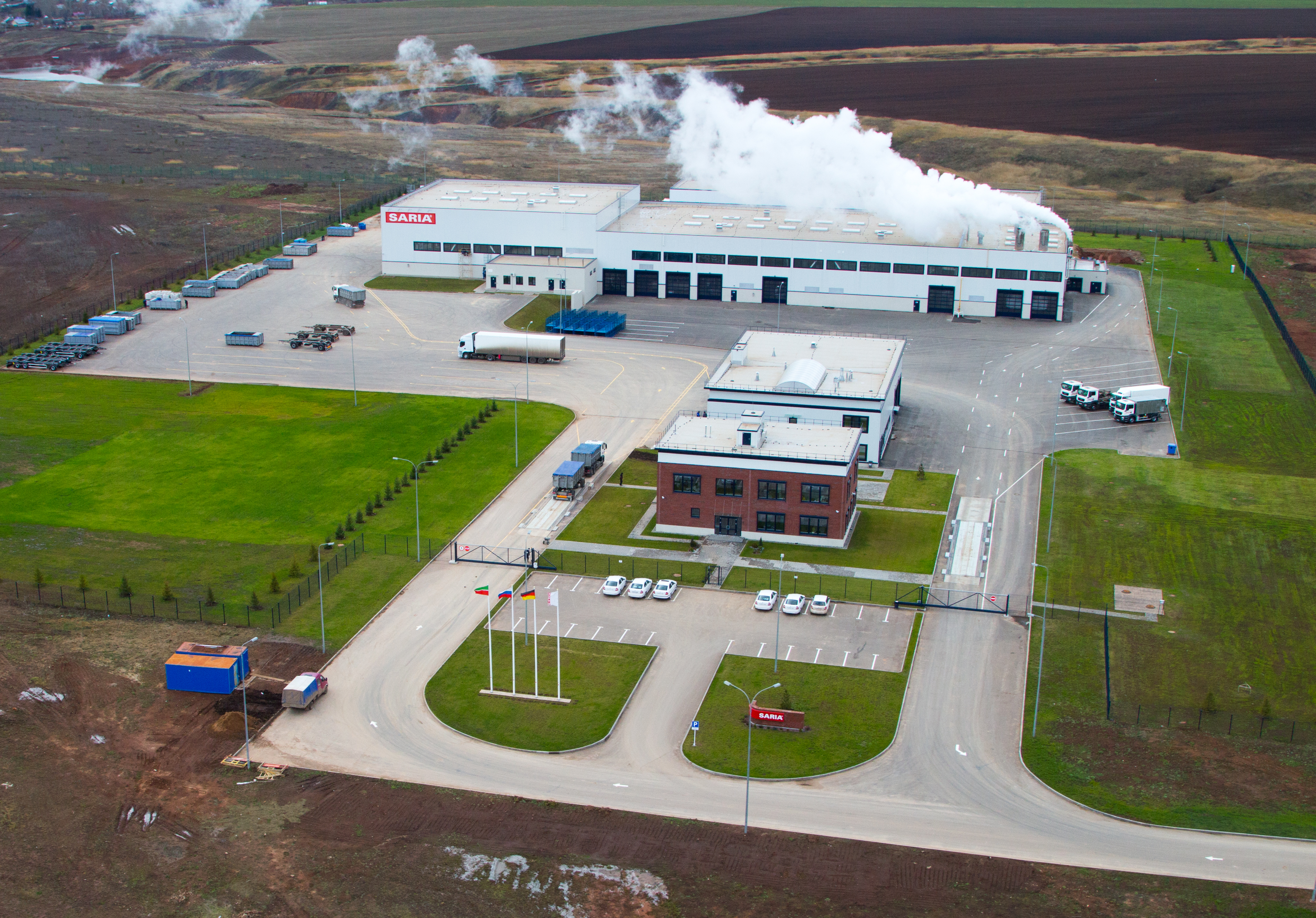
Завод «Сарія Біо-Індастріс Волга»
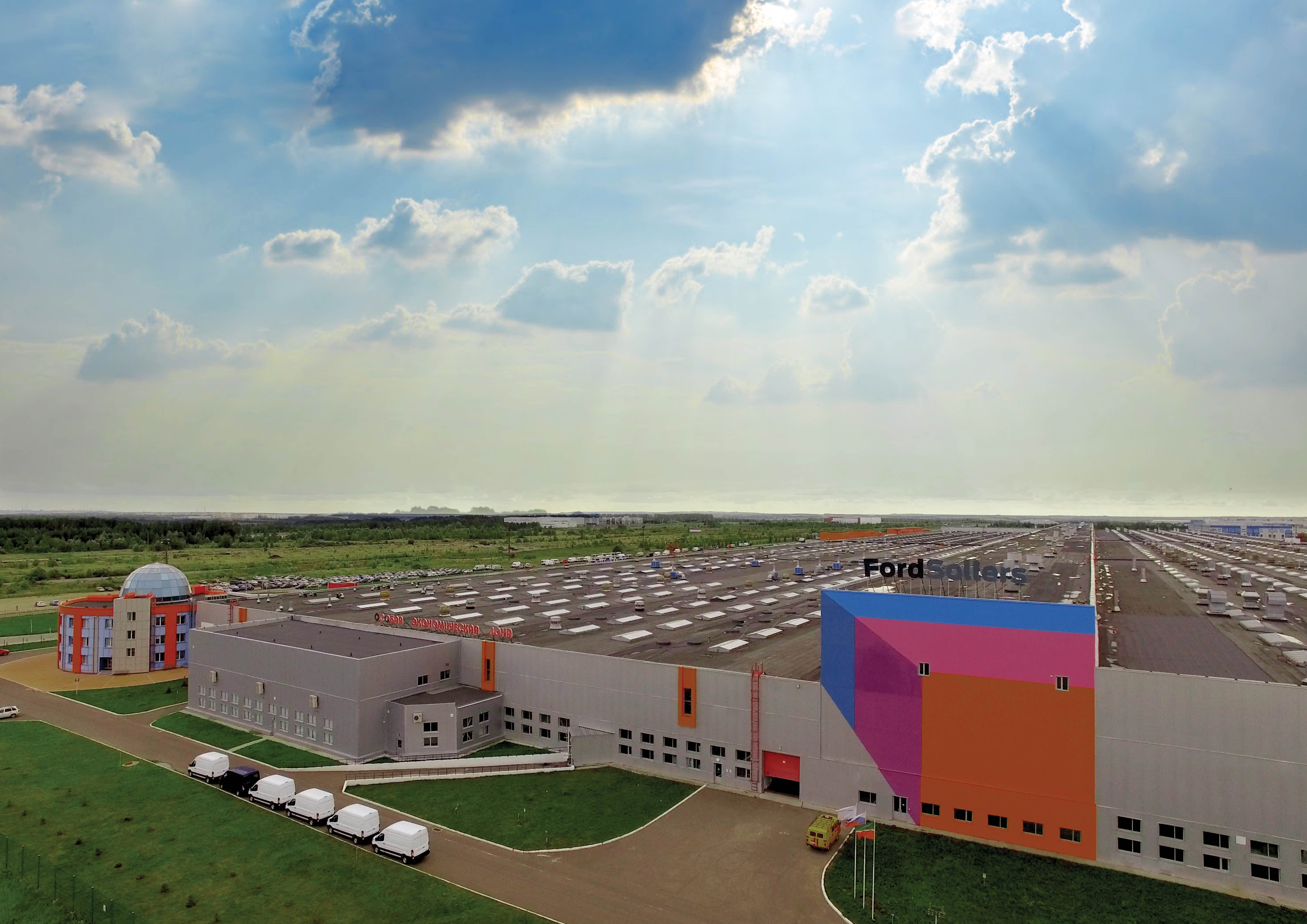
Завод «Форд Соллерс Єлабуга»
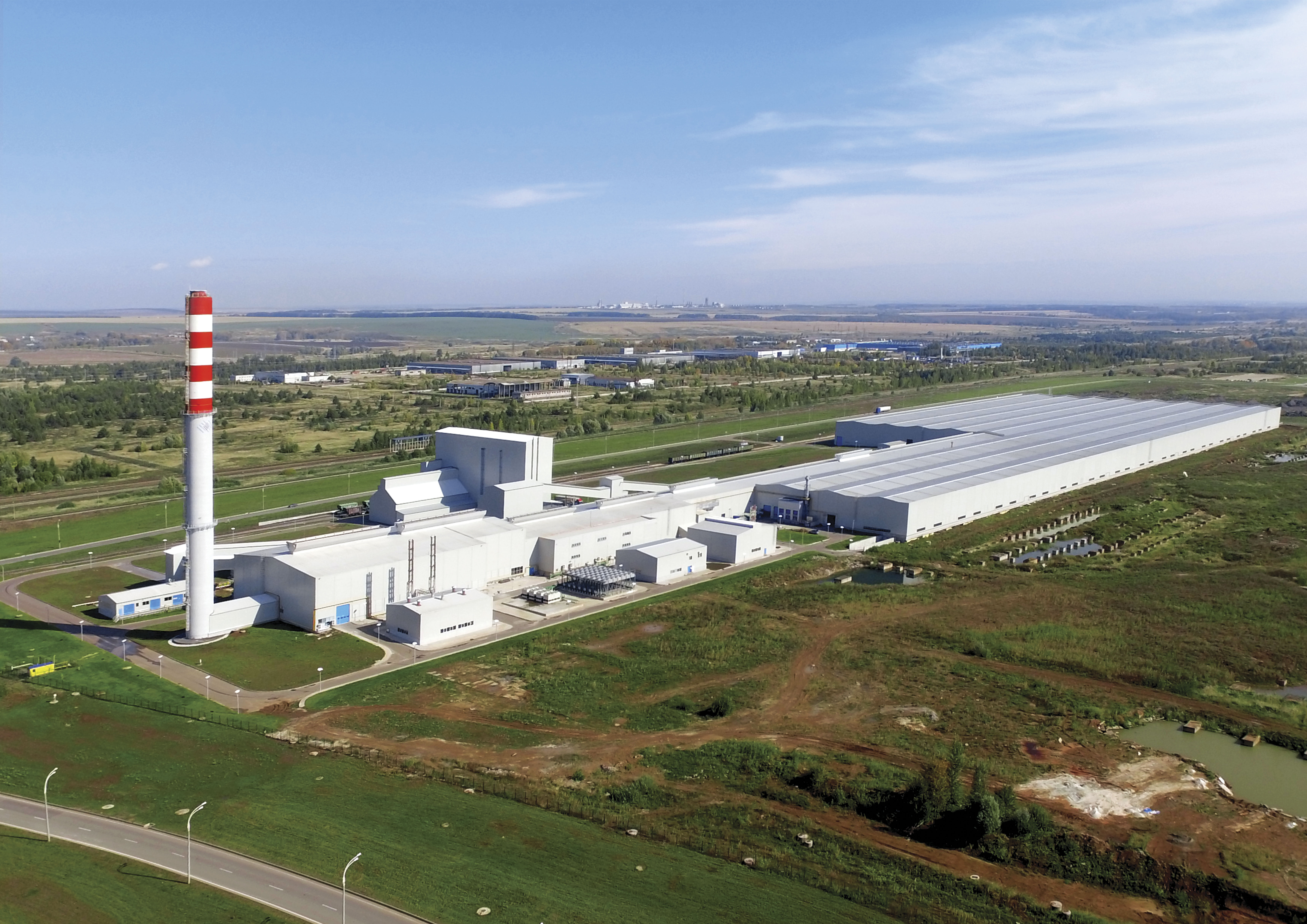
Завод «Трак Гласс Рус»
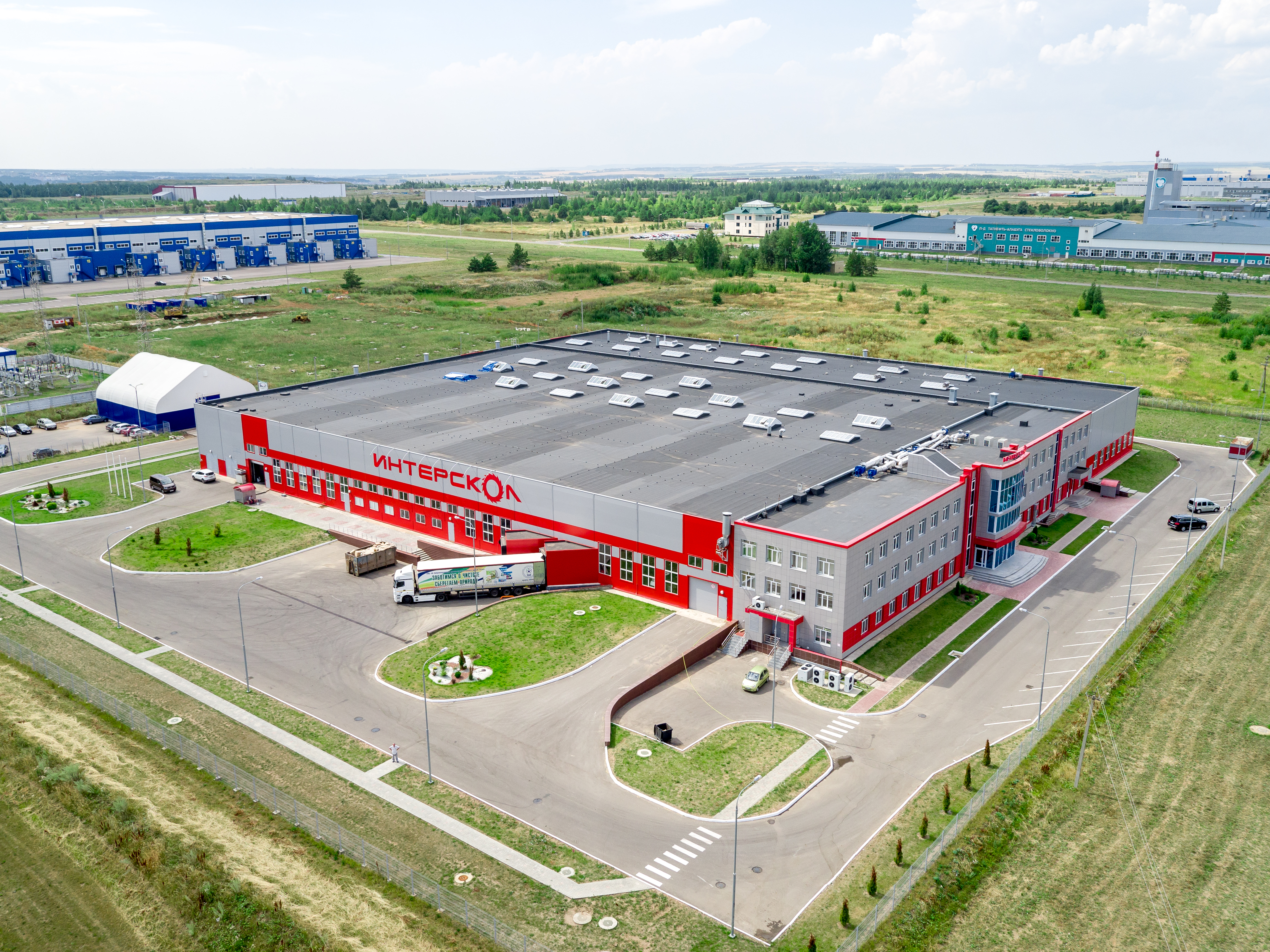
Завод «Інтерскол»

### Перспективи
У грудні 2016 року «Алабуга» досягла принципових домовленостей про співпрацю з Тяньцзиньською зоною економічного і технічного розвитку (TEDA) — однією з перших і найбільш успішних вільних економічних зон Китаю. В якості перспективних напрямків розглядалися залучення в татарстанську особливу економічну зону понад 60 компаній-резидентів з Китаю, введення TEDA до складу акціонерів «Алабуга» через продаж китайській ВЕЗ частини запланованої на 2018—2019 роки додаткової емісії акцій АТ «ОЕЗ ПВТ „Алабуга“» і створення спільного підприємства — розробкою проекту якого займалася аудиторсько-консалтингова фірма PriceWaterhouseCoopers.
На Петербурзькому міжнародному економічному форумі 2017 року між Республікою Татарстан та державною корпорацією з атомної енергії «Росатом» підписана угода про будівництво в «Алабузі» заводу з виробництва поліакрилонітрила — основної сировини для виробництва вуглеволокна. Новий завод доповнить вже існуюче виробництво вуглеволокна з поліакрилонітрила «Алабуга-Волокно», створивши повний цикл виробництва вуглеволокон. Будівництво було заплановано на 2017—2020 роки. Передбачалося, що при виході на проєктну потужність підприємство забезпечить 700 робочих місць. Планується, що завод стане ключовим інвестиційним проєктом міжрегіонального композитного промислового кластера, який об'єднає галузеві потужності Республіки Татарстан, Саратовської та Московської областей в єдиний технологічний цикл випуску композитних матеріалів.

## Нагороди
З 2012 року «Алабуга» входить у рейтинги найкращих вільних економічних зон «fDi Intelligence» — підрозділи ділового видання The Financial Times. У рейтингу 2012—2013 років «Алабуга» зайняла 40 місце. У 2014 році вона була удостоєна почесної згадки в регіональній категорії (Європа). У глобальних рейтингах за 2015, 2016 і 2017 роки «Алабуга» була названа кращою в Європі особливою економічною зоною для великого бізнесу. У 2016 та 2017 роках вона також отримала почесне згадування в глобальному рейтингу ОЕЗ для великих компаній.
«Алабуга» була також відзначена російськими галузевими нагородами: зокрема, в рамках Петербурзького міжнародного економічного форуму у 2015 році особлива економічна зона була відзначена «Премією Розвитку» Зовнішекономбанку, як «Кращий проект з комплексного розвитку територій».